# Robert Kiyosaki
Robert Toru Kiyosaki (født 8. april 1947) er en amerikansk investor, forretningsmand, selv-hjælps forfatter og foredragsholder. Kiyosaki er bedst kendt for sin franchise virksomhed Rich Dad. Han har skrevet 18 bøger som sammenlagt har solgt over 26 millioner kopier.[kilde mangler]